# 김용민 (연출가)
김용민은 대한민국의 텔레비전 드라마 연출감독이다.

## 학력 및 경력
- MBC 프로듀서

## 드라마
- 2009년 M-net 9부작 미니시리즈 《스타 시크릿 라이프》 ... 공동연출
- 2011년 E-Channel 목요 미니시리즈 《빅 히트》 ... 공동연출
- 2012년 tvN 일일 드라마 《노란 복수초》 ... 조연출
- 2012년 ~ 2013년 tvN 일일 드라마 《유리 가면》 ... 공동연출
- 2013년 MBC 아침 드라마 《잘났어, 정말!》 ... 공동연출
- 2015년 MBC 드라마넷 금토 미니시리즈 《태양의 도시》 ... 조연출
- 2017년 MBC 아침 일일연속극 《훈장 오순남》 ... 공동연출
- 2018년 ~ 2019년 MBC 일일 드라마 《비밀과 거짓말》 ... 공동연출
- 2019년 MBC 저녁 일일연속극 《용왕님 보우하사》 ... 공동연출
- 2020년 ~ 2021년 MBC 저녁 일일연속극 《찬란한 내 인생》 ... 연출
- 2023년 ENA 수목 미니시리즈 《오랫동안 당신을 기다렸습니다》 ... 공동연출

## 기타
- 2006년 방송 《섬으로의 초대》
- 2007년 방송 《열전 천하무적》

## 논문
- 2011년 논문 《공간적 내러티브 관점에서 본 3D 입체영화 표현방법 : '블러디 발렌타이' 작품을 중심으로 서강대학교 언론대학원》

## 시사
- 2007년 ~ 2008년 시사프로그램 《이야기 발전소》 .. 공동연출

## 교양
- 2007년 교양 《6시 내고향》 ... 공동연출